# Aceraius ashidai
Aceraius ashidai is een keversoort uit de familie Passalidae. De wetenschappelijke naam van de soort is voor het eerst geldig gepubliceerd in 1992 door Kon, Araya & Johki.